# Philippe Leclerc de Hauteclocque
Philippe Leclerc de Hautecloque nascut Philippe François Marie, comte de Hauteclocque (Belloy-Saint-Léonard, 22 de novembre de 1902 – proximitats de Colomb-Béchar, Algèria, 28 de novembre de 1947) va ser un militar francès, cap de l'exèrcit de la França Lliure durant la Segona Guerra Mundial. Va ser membre de la Resistència i, amb rang de general, comandà les tropes que van entrar a l'avantguarda dels aliats a París i Estrasburg el 1944, endinsant-se al sud d'Alemanya fins al quarter general de Hitler a Berchtesgaden.
Participà com a representant de la República a la cerimònia de capitulació de l'Imperi Japonès a bord del USS Missouri a Tokyo el 2 de setembre de 1945. Enviat a Indoxina el 1946, on va restablir la sobirania francesa, es reuní amb Ho Chi Minh abogant per la resolució política del conflicte que s'oposava a la potència colonitzadora amb els nacionalistes i que degeneraria en la Guerra d'Indoxina.
Va morir a conseqüència d'un accident aeri a Algèria, i fou enterrat als Invàlids de París. El 1952, va ser ascendit al rang de Mariscal de França a títol pòstum.

## Biografia

### Inicis

Armes dels comtes d'Hautecloque

Fill de comte Adrien de Hauteclocque i de Marie-Thérèse van der Cruisse de Waziers, neix en el si d'una família de la noblesa picarda.
Leclerc es graduà a l'Escola Militar de Saint-Cyr el 1922 amb rang de tinent de cavalleria, i el 1925 ingressà a l'Escola d'Aplicació de la Cavalleria, a Saumur. Durant 1925 es casa amb Thérèse de Gargan, amb la que tindrà 6 fills (4 nens i 2 nenes)
El primer destí és al 5è regiment de cuirassers, destinat a Trèveris, a la conca del Ruhr, llavors sota ocupació militar francesa, segons les clàusules del Tractat de Versalles, i posteriorment s'estarà un any al 8è Regiment de sipahis algerians al Marroc, participant en la pacificació del territori durant la guerra del Rif, acció en la qual es distingeix. El 1929 rep el comandament del 38è Goum.
Al seu retorn, el 1931, ingressà a l'École de Saint-Cyr com a instructor. Degut a un accident d'equitació, es trenca una cama que farà que sempre més hagi de caminar ajudat d'un bastó. En el transcurs d'una segona estada al Marroc, és promocionat a capità el 1934 i rep la Legió d'Honor.
El 1938 ingressa a l'École de Guerre, d'on surt com a major el 1939.

### La Segona Guerra Mundial

#### La batalla de França
Al maig de 1940, Philippe de Hautecloque és capità d'estat major de la 4a divisió d'infanteria, sent destinat al front belga. Allà és fet presoner pels alemanys, però aconsegueix evadir-se i tornar a les files aliades, des d'on torna al combat.
Al juny de 1940 forma part de les forces que s'internaren a la regió de Xampanya, a les ordres del general Alphonse Juin, en una missió de contraatac en la que s'enfrontaren a la rodalia del riu Aurbe amb les unitats blindades del 6è Exèrcit del general von Reichenau, sent ferit al cap durant els combats i sent capturat una altra vegada.
Torna a ser capturat, però el 17 de juny torna a evadir-se, travessant França en bicicleta, tot i l'ocupació alemanya, retrobant-se amb la seva família prop de Liborna. Intenta travessar els Pirineus per Baiona, però finalment entrarà a Espanya per Perpinyà. Arribà a Portugal, embarcant-se cap a Londres i presentant-se el 25 de juny al general de Gaulle, que el promou a cap d'esquadró.

#### La França Lliure: el jurament de Koufra
Quan es presentà al general de Gaulle, i a fi d'evitar represàlies contra la seva família, Philippe de Hautecloque prengué el pseudònim de «François Leclerc», un nom molt comú a Picardia. De Gaulle, reconeixent en ell un cap excepcional, el promogué a cap d'esquadró des de la seva primera trobada i li encarregà d'incorporar els territoris africans francesos, llavors sota control del govern de Vichy, a la França Lliure. La seva incorporació a les Forces de la França Lliure el feu abandonar l'Action Française.
El 6 d'agost de 1940 marxà cap al Camerun amb René Pleven, André Parant i Claude Hettier de Boislambert. Vint dies després desembarcà a Douala en piragua, acompanyat de 22 homes. Conegué el comandant Louis Dio, que arribava de Fort-Lamy amb un destacament de tiradors senegalesos del Txad, i aconseguí convèncer les autoritats fidels a Vichy perquè s'unissin als Aliats, sota l'estela de Félix Éboué i de Larminat.
Leclerc va ser nomenat Comissari General del Camerun i, el 28 d'agost, totes les colònies franceses (a excepció del Gabon), eren alineades amb la causa aliada. Finalment, després del fracàs de l'expedició de Dakar (23-25 de setembre), Leclerc va desembarcar prop de Libreville el 8 de novembre, i el 10, el Gabon s'uní a la França Lliure.
Després d'aconseguir amb èxit l'adhesió del Camerun i el Gabon a la França Lliure al novembre de 1940, s'autoascendí al rang de coronel, rang en què dies després seria confirmat per de Gaulle. Fou destinat al front de les forces al Txad, des d'on partí el 25 de gener amb la columna Leclerc en una travessa de 650km pel desert, per atacar el fort de Koufra, controlat pels italians, que aconseguí conquerir l'1 de març, amb només 300 homes i un canó. El 2 de març de 1941, Leclerc va pronunciar l'anomenat jurament de Koufra, pel qual es designà l'objectiu final de la causa de la Resistència:
| « | Jurem no abandonar les armes fins que els nostres colors, els nostres bells colors, onegin sobre la catedral d'Estrasburg | » |

Nomenat general a l'agost de 1941, Leclerc prosseguí una campanya d'assetjament contra els italians al sector de Fezzan, mentre que l'Afrika Korps de Rommel combatia a Egipte contra el Vuitè Exèrcit de Montgomery. Les campanyes de Leclerc i la seva Força L van tenir gran èxit, i el 24 de gener de 1943 les tropes franceses van entrar a Trípoli, establint contacte amb els britànics. Integrats dins de les forces de Montgomery, prosseguiren l'avanç cap a Tunísia, finalitzant amb l'entrada a Kairuan el 12 d'abril de 1943 i participant en la desfilada a la capital el 8 de maig de 1943. Leclerc va ser presentat al Rei Jordi VI, i les seves forces passaren a ser la 2a divisió francesa lliure, que donaria origen a la 2a Divisió Blindada. El 25 de maig va ser promogut a general de divisió.

#### Comandant de la 2a DB: l'Alliberament de París

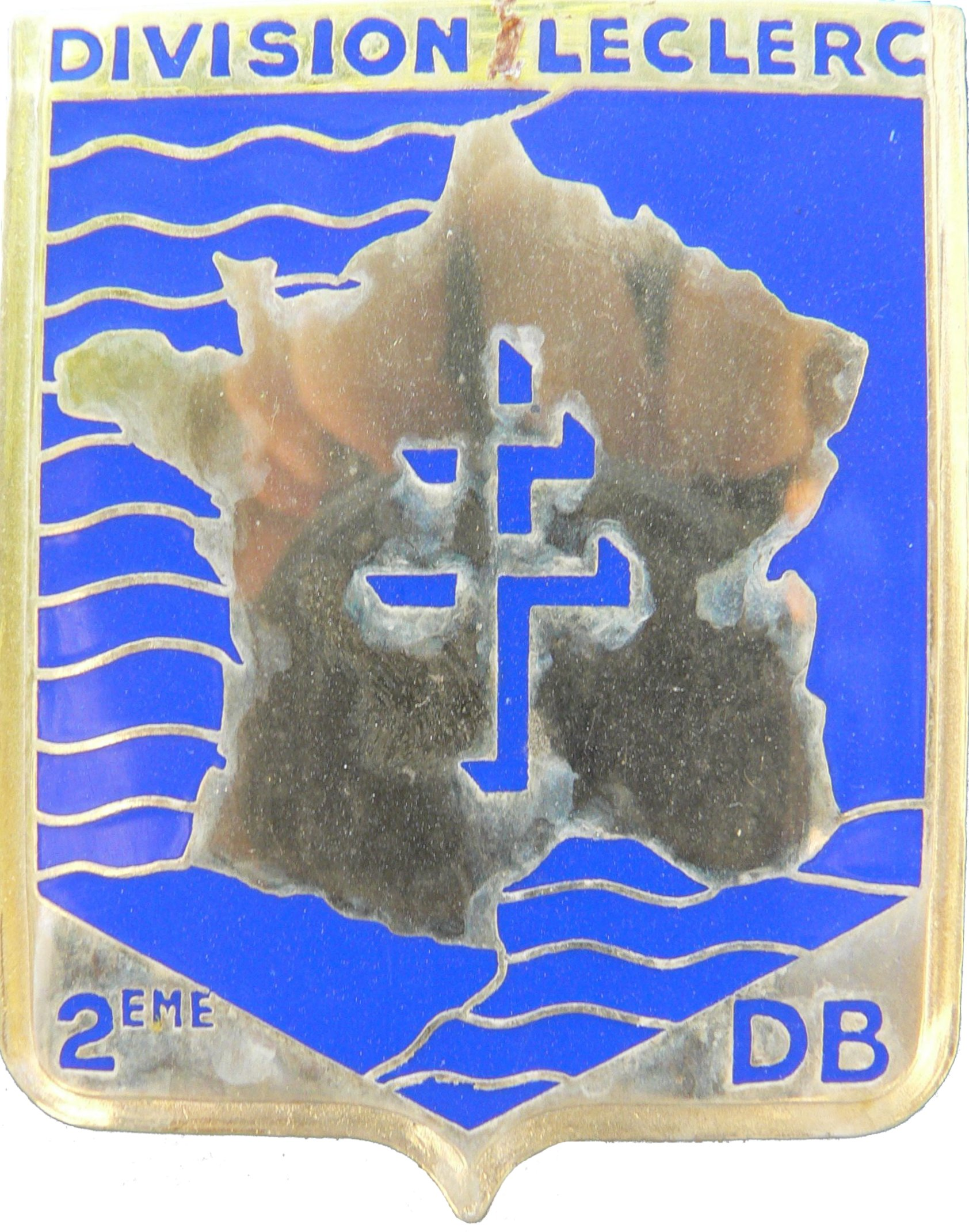
Emblema de la 2ème D.B.

La divisió de Leclerc va ser equipada amb material americà, disposant de diversos mesos per incorporar antics membres de l'Exèrcit d'Àfrica de la França de Vichy. A l'abril de 1944, Leclerc va ser enviat Anglaterra, unint-se a les Forces Aliades que es preparaven per a la invasió del continent. Incorporada al Tercer Exèrcit americà de Patton, la 2a DB desembarcà al sector de Saint-Martin-de-Varreville a Utah Beach l'1 d'agost, participant en els combats de la bossa de Falaise a després de l'inici de l'Operació Cobra, als voltants de la ciutat d'Alençon (primera ciutat alliberada per Leclerc) i Argentan, on la 2a DB havia de servir de pont entre les tropes canadenques i les estatunidenques, amb l'objectiu de dirigir-se cap a Le Mans. Però l'impuls francès va ser aturat pels contraatacs de forces panzer, i si bé aconseguiren penetrar a Argentan, el desordre creat per la decisió dels generals Bradley i Montgomery d'aturar l'avanç. A més, aprofitant la rebel·lió dels parisencs i la indecisió del governador alemany, general von Choltitz, Eisenhower donà finalment llum verda perquè Leclerc es retirés de Normandia i avancés sobre París.
Les unitats de Leclerc, entre les quals es trobaven molts combatents republicans espanyols van entrar per la Porte d'Orleans el 25 d'agost de 1944, en una marxa en la que es van perdre més d'un centenar de vehicles i 35 carros de combat, per presentar-se al quarter general de Choltitz, de qui van rebre la rendició de la ciutat a la gare de Paris-Montparnasse. A la desfilada triomfal del 26 d'agost, els generals de Gaulle i Leclerc van baixar un al costat de l'altre per l'avinguda dels Camps Elisis, tot i els trets esporàdics.

#### L'objectiu de Koufra: l'Alliberament d'Estrasburg
A inicis de setembre de 1944, Leclerc pren posicions al front dels Vosges, per llançar l'assalt sobre les regions simbòliques d'Alsàcia i Lorena. El 13 de novembre, la 44a divisió d'infanteria estatunidenca inicià una ofensiva al sector nord, obrint una escletxa a les línies aliades per on penetrà el 15è Grup d'Exèrcits. La 2a DB es llançà ràpidament cap a Estrasburg, recorrent 100km en 6 dies amb el suport d'unitats motoritzades. El 22 de novembre alliberaren Saverne, i Estrasburg l'endemà, aconseguint prendre intacte el pont de Kehl. Tot i la seva posició afeblida, els alemanys van respondre l'endemà destruint el pont, fet davant del qual l'estat major nord-americà decidí aturar l'ofensiva per optar per les rutes del nord. Aquesta decisió controvertida potser va allargar la guerra al front occidental, perquè no va ser fins al març em que s'aconseguiria conquerir un altre pont sobre el Rin a Remagen. El 24 de novembre, soldats de l'exèrcit francès van explorar els soterranis de l'Institut Anatòmic d'Estrasburg a la recerca de documents, trobant-hi desenes de cossos humans submergits en cubes d'alcohol, que pertanyien a la "col·lecció" del doctor August Hirt, realitzada a partir de presoners assassinats al Camp de concentració de Struthof-Natzweiler.

#### El Final de la guerra: captura del Niu de les Àligues i l'episodi de Bad Reichenhall
Un cop finalitzades les operacions a Alsàcia amb la reducció de la bossa de Colmar, a finals d'abril de 1945, les tropes de Leclerc van penetrar al territori alemany, arribant a Baviera amb la missió de capturar el refugi de Hitler a Berchtesgaden, el Niu de l'Àliga.
El 6 de maig, la 2aDB ocupà la vila de, on es trobaven detinguts soldats de les Waffen-SS que s'havien rendit als estatunidencs. Entre ells hi havia 12 d'origen francès, que en conèixer la notícia van intentar d'evadir-se sent finalment envoltats per diverses companyies de soldats de Leclerc i posats sota vigilància. Segons els testimonis i les fotografies preses, Leclerc interrogà personalment als francesos de les Waffen-SS, als que reprotxà el fet de vestir l'uniforme alemany, sent-li replicat que ell mateix portava un "uniforme americà". Segons els testimonis, Leclerc s'ho prengué com un acte d'insolència i decidí el seu afusellament sense assistència jurídica, sentència que s'acomplí el 8 de maig de 1945. L'episodi donà lloc a una investigació el 1948 que no va permetre esclarir els fets; i el 1949, els cossos van ser enterrats a una fosa comuna del cementiri comunal de Bad Reichenhall..

#### Missió al Teatre del Pacífic

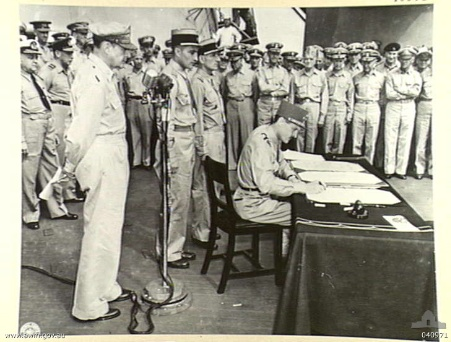
Leclerc signa, en nom de la República Francesa, l'acta de capitulació del Japó a bord del USS Missouri.

Després de la capitulació nazi, Leclerc va ser nomenat comandant en cap de les tropes franceses al Pacífic, marxant de França el 18 d'agost de 1945. Per quan arribà a la regió, l'Exèrcit Imperial Japonès es rendí, i Leclerc participà com a representant de l'Estat Francès a la cerimònia de capitulació de l'Imperi Japonès a bord del cuirassat USS Missouri a la badia de Tòquio el 2 de setembre de 1945.

### La postguerra
Al capdavant del Cos expedicionari francès a l'Extrem Orient, es quedà a Saigon pacificant la zona i reprenent per a la sobirania francesa el control colonial de Cambodja i Indoxina, després de la proclamació d'independència proclamada per Ho Chi Minh. Partidari d'una política de negociació amb el moviment nacionalista del Vietnam, s'entrevistà amb Ho Chi Minh a Hanoi el 26 de març, de manera favorable.
El 14 de juliol de 1946 va ser promogut al rang de general d'exèrcit; i el 1947 és nomenat inspector general a l'Àfrica del nord.

### Mort i homenatge d'una nació
El 28 de novembre de 1947, en el transcurs d'un viatge d'inspecció per l'Àfrica del Nord, el seu avió, un B-25 Mitchell es troba enmig d'una tempesta de sorra i s'estavellà prop de Colomb-Béchar. Els 12 ocupants de l'aparell van morir. Es trobà un tretzè cadàver a les restes de l'avió sinistrat, alimentant-se la idea d'un complot.
La notícia de l'accident va ser un xoc per a una França que s'aixecava d'una terrible guerra, i que veia en Leclerc a l'alliberador de París i d'Estrasburg. Se li feu un homenatge nacional a Notre-Dame de París, la 2a DB escortà el seu cadàver cap a l'Arc de triomf. Va ser enterrat a la cripta dels Invàlids.
El 23 d'agost de 1952 va ser promogut a la dignitat de Mariscal de França a títol pòstum.
Els seus descendents s'anomenen Leclerc de Hauteclocque.

## Promocions
Sotstinent (9 de setembre de 1924)
 Tinent (26 d'octubre de 1926)
 Capità (25 de desembre de 1934)
 Cap d'esquadró (31 de juliol de 1940)
 Tinent coronel (27 d'agost de 1940)
 General de brigada (temporarl) (10 d'agost 1941)
 General de brigada (definitiu) (14 d'abril de 1942)
 General de divisió (25 de maig de 1943)
 General de cos d'exèrcit (25 de maig de 1945)
 General d'exèrcit (14 de juliol de 1946)
 Mariscal de França (23 d'agost de 1952) (pòstum)

## Condecoracions
- Gran Creu de la Legió d'Honor
- Company de l'Alliberament - decret de 6 de març de 1941
- Medalla Militar
- Creu de Guerra 1939-1945 (8 citacions)
- Creu de Guerra dels Teatres d'Operacions Exteriors amb palma
- Oficial de la Medalla de la Resistència
- Medalla colonial amb barres "Maroc", "Fezzan", "Koufra", "Tripolitaine", "Tunisie", "E-O"
- Medalla dels Evadits
- Insígnia dels Ferits Militars
- Medalla commemorativa dels serveis voluntaris a la França Lliure
- Company de l'orde del Bany (Regne Unit)
- Orde del Servei Distingit (Regne Unit)
- Estrella de Plata (Estats Units)
- Cap Comandant de la Legió del Mèrit (Estats Units)
- Citació Presidencial d'Unitat (Estats Units)

 Gran Creu de l'Orde de la Corona (Bèlgica)
- Creu de Guerra 1940/1945 (Bèlgica)
- Creu de Guerra 39/45 (Luxemburg)
- Comandant de l'orde Virtuti Militari (Polonia)
- Creu de Guerra (Txecoslovàquia)
- Orde del Lleó Blanc |(Txecoslovàquia)
- Creu de Guerra 1940 (Grècia)
- Gran Cordó de Nichan Iftikar (Tunísia)
- Gran cordó de l'orde d'Ouissam Alauita (Marroc)
- Gran Creu de l'Orde Reial de Cambodja
- Gran Creu de l'Orde del Milió d'Elefants i el Parasol Blanc (Laos)